# Dadeville
|  | Per a altres significats, vegeu «Dadeville (Missouri)». |

Dadeville és una població del Comtat de Tallapoosa a l'estat d'Alabama (Estats Units d'Amèrica).

## Demografia
Segons el cens del 2000, Dadeville tenia 3.212 habitants, 1.122 habitatges, i 813 famílies. La densitat de població era de 77,5 habitants/km².
Dels 1.122 habitatges en un 34,9% hi vivien nens de menys de 18 anys, en un 45,2% hi vivien parelles casades, en un 22,9% dones solteres, i en un 27,5% no eren unitats familiars. En el 24,8% dels habitatges hi vivien persones soles el 10,5% de les quals corresponia a persones de 65 anys o més que vivien soles. El nombre mitjà de persones vivint en cada habitatge era de 2,57 i el nombre mitjà de persones que vivien en cada família era de 3,05.
Per edats la població es repartia de la següent manera: un 25,4% tenia menys de 18 anys, un 8,7% entre 18 i 24, un 26,7% entre 25 i 44, un 20,5% de 45 a 60 i un 18,7% 65 anys o més.
L'edat mediana era de 38 anys. Per cada 100 dones hi havia 85,3 homes. Per cada 100 dones de 18 o més anys hi havia 81 homes.
La renda mediana per habitatge era de 25.266 $ i la renda mediana per família de 31.512 $. Els homes tenien una renda mediana de 24.500 $ mentre que les dones 20.781 $. La renda per capita de la població era de 14.178 $. Aproximadament el 18,1% de les famílies i el 19,3% de la població estaven per davall del llindar de pobresa.

## Poblacions properes
El següent diagrama mostra les poblacions més properes.